# Фонд заробітної плати
Фонд заробітної плати — частина національного доходу, яку розподіляють серед робітників у формі зарплати відповідно до кількості і якості їх праці.

## Історія
У Радянському Союзі формувався з суми коштів, які виділяла держава для оплати праці по народному господарству в цілому, по окремих галузях, підприємствах, установах і організаціях та у вигляді фонду оплати праці в кооперативних організаціях та підприємствах. 
Фонд заробітної плати розраховували за категоріями працівників і за видами заробітної плати (фонд основної й додаткової зарплати). Основна частина заробітної плати регулювалася тарифною системою. Існували плановий та звітний фонд заробітної плати. Виплати всім категоріям працівників за кошторисом планових витрат на виробництві утворювали плановий фонд заробітної плати. 
Крім них, існували також доплати, які включали тільки у звітний фонд. Це доплати за відхилення від нормальних умов роботи, за понаднормові роботи, оплата браку не з вини робітника, оплата внутрішньозмінних і цілоденних простоїв, доплати до середнього заробітку тощо. 
Невикористану заощаджену частину зарплати підприємства могли в кінці року перерахувати у фонд матеріального заохочення. 
При перевищенні фонду заробітної плати на його покриття використовували кошти фонду матеріального заохочення.